# Ferdinando Brusotti
Ferdinando Brusotti (Rosasco, 5 novembre 1839 – Pavia, 29 dicembre 1899) è stato un fisico e inventore italiano.

## Biografia
Nato in Lomellina, studiò ingegneria all'Università, anche se voleva dedicarsi alla fisica. Nel 1864 si laureò con una tesi sui gas, e l'anno dopo fu chiamato ad insegnare all'Università, dove rimase fino al 1895.

## Invenzioni
Nel 1877 presentò un prototipo di lampadina, due anni prima di Thomas Edison, ma basata su un progetto diverso, con l'uso di un filo di platino e con un dispositivo di sicurezza per evitare la fusione del filamento. Venuto a conoscenza dei risultati dell'inventore americano abbandonò tuttavia il progetto nel 1879.
Inventò inoltre un misuratore elettrico dei livelli d'acqua dei fiumi e altri meccanismi relativi all'acqua.
Nel 1874 fece inoltre un esperimento di comunicazione telefonica fra Pavia e Lomello, sulla linea del telegrafo su una distanza di 36 km.